# Jaleel White

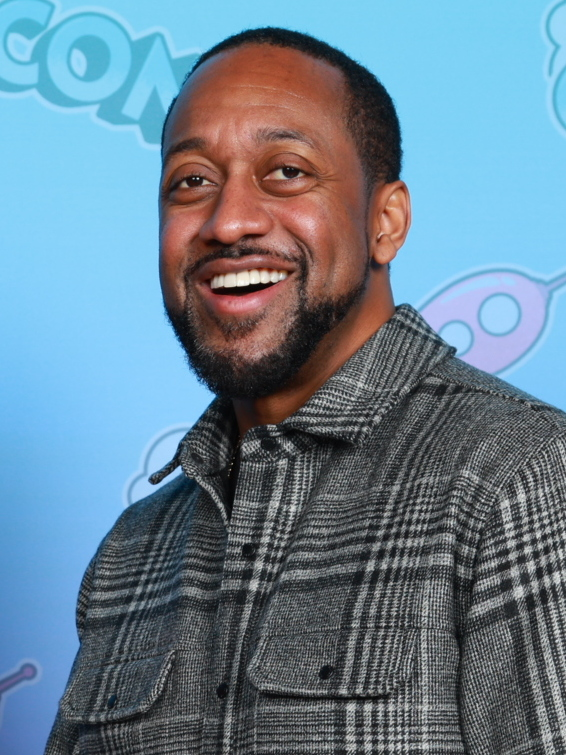
Jaleel White (2024)

Jaleel Ahmad White (* 27. November 1976 in Los Angeles, Kalifornien) ist ein US-amerikanischer Schauspieler, der unter anderem von 1989 bis 1998 als Steve Urkel in der Fernsehserie Alle unter einem Dach mitwirkte, durch die er vor allem bekannt wurde.

## Leben
Jaleel White wurde durch seine Darstellung von Steve Urkel während der Laufzeit der Serie zu einem bekannten Fernsehstar. Allerdings war er durch diesen Charakter so bestimmend kategorisiert, dass es für ihn nach dem Ablauf der Serie in der Folgezeit schwierig war, weitere Angebote für Rollen zu erhalten.
In den Fernsehserien Sonic der irre Igel (1993–1996), Sonic the Hedgehog (1993–1994) und Sonic Underground (1999) lieh White dem Hauptcharakter Sonic the Hedgehog seine Stimme.
1999 spielte er in der Serie Endlich erwachsen?! einen jungen Mann auf dem Weg zum Erwachsenwerden. Die Serie wurde als farblos kritisiert und nach einer Staffel eingestellt.
In dem Film Lügen haben kurze Beine trat er 2002 ebenfalls auf und war in der amerikanischen Fassung von Die Stimme von Martin zu sehen. White hatte auch einen Gastauftritt in der Serie Full House, wo er ebenfalls Steve Urkel spielte. Zu erwähnen sind außerdem seine Auftritte in Der Prinz von Bel-Air, wo er als Freund von Ashley (Tatyana Ali), Derek, auftrat. White hatte 2006 auch einen kurzen Auftritt in dem Musical Dreamgirls. Im Jahr 2007 war er mit einem Gastauftritt in der Serie Boston Legal als der junge Rechtsanwalt Kevin Givens zu sehen. Des Weiteren war er in einzelnen Folgen der Serie What’s Up, Dad? zu sehen. Seit 2012 moderiert er die Syfy-Spielshow Total Blackout, in der die Kandidaten mit ihren größten Ängsten konfrontiert werden.
2011 trat Jaleel White in CeeLo Greens Musikvideo zu Cry Baby auf.
2012 nahm Jaleel White an der 14. Staffel von Dancing with the Stars teil und belegte mit seiner Partnerin Kym Johnson den 7. Platz.
Seine deutsche Synchronstimme ist seit der Serie Alle unter einem Dach Santiago Ziesmer. Bei seinem Full House-Auftritt wurde er von Dennis Schmidt-Foß synchronisiert.

## Filmografie (Auswahl)
- 1984: Die Jeffersons (The Jeffersons, Fernsehserie, Folge 11x02)
- 1984: Tod eines Teenager (Silence of the Heart, Fernsehfilm)
- 1985: Kids Don’t Tell (Fernsehfilm)
- 1985–1986: Charlie & Co. (Fernsehserie, 18 Folgen)
- 1986: Mr. Belvedere (Fernsehserie, Folge 3x13)
- 1989–1998: Alle unter einem Dach (Family Matters, Fernsehserie, 204 Folgen)
- 1990: Chaos in Camp Cucamonga (Camp Cucamonga)
- 1991: Full House (Fernsehserie, Folge 4x16)
- 1991, 1997: Eine starke Familie (Step by Step, Fernsehserie, Folgen 1x02, 7x02)
- 1995: Der Prinz von Bel-Air (The Fresh Prince of Bel-Air, Fernsehserie, Folge 6x07)
- 1997: Meego – Ein Alien als Kindermädchen (Meego, Fernsehserie, Folgen 1x02–1x03)
- 1999–2000: Grown Ups (Fernsehserie, 22 Folgen)
- 2002: Lügen haben kurze Beine (Big Fat Liar)
- 2003: 111 Gramecy Park (Fernsehfilm)
- 2006: Dreamgirls
- 2006: Who Made the Potatoe Salad?
- 2007: The Game (Fernsehserie, Folge 1x19)
- 2007: Boston Legal (Fernsehserie, Folge 3x20)
- 2008: Kissing Cousins
- 2008: Green Flash
- 2009: Call of the Wild
- 2009, 2012: Psych (Fernsehserie, Folgen 4x07, 6x13)
- 2010: Fake It Till You Make It (Fernsehserie, 8 Folgen)
- 2010: Mega Shark vs. Crocosaurus
- 2011: Are We There Yet? (Fernsehserie, Folge 2x21)
- 2011: Judy Moody and the Not Bummer Summer
- 2011: Dr. House (House, Fernsehserie, Folge 8x01)
- 2012: Navy CIS (NCIS, Fernsehserie, Folge 9x13)
- 2013: Drop Dead Diva (Fernsehserie, Folge 5x12)
- 2014: Dumbbells
- 2014: CSI: Vegas (CSI: Crime Scene Investigation, Fernsehserie, Folge 14x12)
- 2014: 4Play
- 2014–2018: Drunk History (Fernsehserie, 3 Folgen)
- 2015: Hawaii Five-0 (Fernsehserie, Folge 5x22)
- 2015: Castle (Fernsehserie, Folge 7x22 Der Tod kommt live)
- 2016: Atlanta (Fernsehserie, Folge 1x05)
- 2017: Bones – Die Knochenjägerin (Bones, Fernsehserie, Folge 12x05)
- 2018: 15:17 to Paris
- 2018–2020: Fresh Off the Boat (Fernsehserie, 2 Folgen)
- 2019: Familienanhang (Family Reunion, Fernsehserie, Folge 1x10)
- 2020: The Big Show Show (Fernsehserie, 5 Folgen)
- 2022: Hustle (Fernsehfilm)
- 2023: Urkel Saves Santa: The Movie
- 2024: Star Wars: Skeleton Crew (Fernsehserie)